# Telitoxicum negroense
Telitoxicum negroense är en tvåhjärtbladig växtart som först beskrevs av B.A. Krukoff och Moldenke, och fick sitt nu gällande namn av B.A. Krukoff. Telitoxicum negroense ingår i släktet Telitoxicum och familjen Menispermaceae. Inga underarter finns listade i Catalogue of Life.